# Cymindis
Cymindis is een geslacht van kevers uit de familie van de loopkevers (Carabidae). De wetenschappelijke naam van het geslacht is voor het eerst geldig gepubliceerd in 1806 door Latreille.

## Soorten
Het geslacht Cymindis omvat de volgende soorten:
- Cymindis abeillei Jeannel, 1942
- Cymindis accentifera Zoubkoff, 1833
- Cymindis adusta L.Redtenbacher, 1843
- Cymindis afgana Jedlicka, 1956
- Cymindis akserai Jedlicka, 1961
- Cymindis alluaudi Antoine, 1939
- Cymindis altaica Gebler, 1833
- Cymindis alternans Rambur, 1837
- Cymindis alutacea Wollaston, 1867
- Cymindis americana Dejean, 1826
- Cymindis amicta (Wollaston, 1864)
- Cymindis anchomenoides Wollaston, 1867
- Cymindis andreae Menetries, 1832
- Cymindis angularis Gyllenhal, 1810
- Cymindis angustior Kraatz, 1884
- Cymindis antonowi Semenov, 1891
- Cymindis aradensis Kirschenhofer, 1984
- Cymindis arcana Emetz, 1972
- Cymindis arctica Kryzhanovskij & Emetz, 1979
- Cymindis arizonensis Schaeffer, 1910
- Cymindis arnoldii Kabak, 1999
- Cymindis arnostiana Kabak in Lobl & Smetana, 2003
- Cymindis asiabadensis Jedlicka, 1961
- Cymindis atrolucens (Casey, 1913)
- Cymindis avenae J. R. Sahlberg, 1908
- Cymindis axillaris (Fabricius, 1794)
- Cymindis babaulti Andrewes, 1924
- Cymindis balchashica Emetz & Kryzhanovskij, 1973
- Cymindis basipunctata Chaudoir, 1875
- Cymindis bedeli Tschitscherine, 1897
- Cymindis binotata Fischer von Waldheim, 1820
- Cymindis blanda (Casey, 1913)
- Cymindis borealis Leconte, 1863
- Cymindis budensis Csiki, 1908
- Cymindis bushirica Jedlicka, 1946
- Cymindis californica G.Horn, 1895
- Cymindis capito Kryzhanovskij & Emetz, 1973
- Cymindis carnica J. Muller, 1924
- Cymindis caudangula Kabak, 1997
- Cymindis chalcea Bates, 1883
- Cymindis championi Andrewes, 1928
- Cymindis chevrolati (Dejean, 1836)
- Cymindis chodjaii Morvan, 1975
- Cymindis cincta Brulle, 1839
- Cymindis cingulata Dejean, 1825
- Cymindis circapicalis Kabak, 2006
- Cymindis coadunata Dejean, 1825
- Cymindis cobosi Mateu, 1965
- Cymindis collaris Motschulsky, 1844
- Cymindis complanata (Dejean, 1826)
- Cymindis corax Reitter, 1889
- Cymindis cordicollis V. E. Jakovlev, 1887
- Cymindis cribrata Chaudoir, 1875
- Cymindis cribricollis Dejean, 1831
- Cymindis cylindrica Motschulsky, 1844
- Cymindis dachti Jedlicka, 1968
- Cymindis daimio Bates, 1873
- Cymindis darvazica Kabak, 1999
- Cymindis davatchii Morvan, 1975
- Cymindis decora Fischer von Waldheim, 1829
- Cymindis densaticollis Fairmaire, 1889
- Cymindis discoidea Dejean, 1824
- Cymindis discophora Chaudoir, 1873
- Cymindis dohrnii (Wollaston, 1867)
- Cymindis dostojewskii Tschitscherine, 1896
- Cymindis dubia Ballion, 1878
- Cymindis ehlersi Putzeys, 1872
- Cymindis elegans Leconte, 1848
- Cymindis emetzi Mikhailov, 1977
- Cymindis ephippium Escalera, 1914
- Cymindis equestris Gebler, 1825
- Cymindis etrusca Bassi, 1834
- Cymindis evanescens Casey, 1913
- Cymindis facchinii (Kabak, 2006)
- Cymindis faldermanni Gistel, 1838
- Cymindis favieri Fairmaire, 1859
- Cymindis fedtschenkoi Tschitscherine, 1896
- Cymindis gansuensis Jedlicka, 1946
- Cymindis ghazniensis Jedlicka, 1967
- Cymindis ghaznii Jedlicka, 1968
- Cymindis glabrella Bates, 1878
- Cymindis glebaina Kabak, 2006
- Cymindis gottelandi Paulian & Villiars, 1939
- Cymindis gurjevae Kabak, 1999
- Cymindis heydeni Paulino de Oliveira, 1882
- Cymindis hiekei Jedlicka, 1969
- Cymindis hierichontica Reiche & Saulcy, 1855
- Cymindis hingstoni Andrewes, 1930
- Cymindis hookeri Bates, 1875
- Cymindis humeralis (Geoffroy in Fourcroy, 1785)
- Cymindis imitatrix Apfelbeck, 1904
- Cymindis impressa Reitter, 1893
- Cymindis interior Lindroth, 1969
- Cymindis intermedia Chaudoir, 1873
- Cymindis jakowlewi Semenov, 1889
- Cymindis kaikanica Kabak, 1999
- Cymindis kalavrytana Reitter, 1884
- Cymindis kasakh Kryzhanovskij & Emetz, 1973
- Cymindis kiritshenkoi Emetz & Kryzhanovskij, 1973
- Cymindis klapperichi Jedlicka, 1956
- Cymindis kocheri Antoine, 1939
- Cymindis kozlovi Kabak, 1999
- Cymindis kricheldorffi Fuente, 1921
- Cymindis kuznetzowi Sundukov, 2001
- Cymindis laevior Bates, 1891
- Cymindis laferi Sundukov, 1999
- Cymindis larisae Sundukov, 1999
- Cymindis lateralis Fischer von Waldheim, 1820
- Cymindis laticollis Say, 1830
- Cymindis latiuscula Chaudoir, 1875
- Cymindis leachi Reiche, 1868
- Cymindis limbata (Dejean, 1831)
- Cymindis lindbergi Mateu, 1956
- Cymindis lineata (Quensel in Schonherr, 1806)
- Cymindis lineola L. Dufour, 1820
- Cymindis longstaffi Andrewes, 1923
- Cymindis macularis Fischer von Waldheim, 1824
- Cymindis maderae Wollaston, 1857
- Cymindis mannerheimi Gebler, 1843
- Cymindis marginella Brulle, 1839
- Cymindis massageta Emetz, 1972
- Cymindis medvedevi Kryzhanovskij & Emetz, 1973
- Cymindis michailovi Emetz, 1972
- Cymindis miliaris (Fabricius, 1801)
- Cymindis minuta Kabak & Wrase, 1997
- Cymindis moralesi Mateu, 1979
- Cymindis naxiana Apfelbeck, 1904
- Cymindis neglecta Haldeman, 1843
- Cymindis nikolajevi Kabak, 1997
- Cymindis nitens Andrewes, 1935
- Cymindis nobilis Andrewes, 1933
- Cymindis ogloblini Kabak, 1999
- Cymindis olegiana Kabak, 1999
- Cymindis ornata Fischer von Waldheim, 1823
- Cymindis oschanini Tschitscherine, 1896
- Cymindis ovipennis Motschulsky, 1844
- Cymindis ovtchinnikovi Kabak, 1999
- Cymindis oxiana Kabak, 1997
- Cymindis paivana (Wollaston, 1860)
- Cymindis pallescens Jedlicka, 1963
- Cymindis pallidula Chaudoir, 1846
- Cymindis pecirkai Jedlicka, 1946
- Cymindis pellucida Piochard de la Brulerie, 1875
- Cymindis persica Jedlicka, 1968
- Cymindis petrovitzi Mandl, 1973
- Cymindis picta (Pallas, 1771)
- Cymindis piffli Jedlicka, 1964
- Cymindis pilosa Say, 1823
- Cymindis pilosipennis Escalera, 1922
- Cymindis pilosissima Reitter, 1894
- Cymindis pindicola Apfelbeck, 1901
- Cymindis planipennis Leconte, 1863
- Cymindis platicollis (Say, 1823)
- Cymindis portugalica Jedlicka, 1946
- Cymindis povolnyi Jedlicka, 1967
- Cymindis psammodes Andrewes, 1932
- Cymindis punctifera (Leconte, 1884)
- Cymindis punctigera (Leconte, 1851)
- Cymindis purkynei Jedlicka, 1946
- Cymindis quadrimaculata L. Redtenbacher, 1844
- Cymindis quadrisignata Menetries, 1848
- Cymindis reitteri Liebke, 1927
- Cymindis rhatica Antoine, 1936
- Cymindis rivularis Motschulsky, 1844
- Cymindis rostowtzowi Tschitscherine, 1896
- Cymindis rubriceps Andrewes, 1934
- Cymindis rufescens Gebler, 1845
- Cymindis ruficollis Gebler, 1845
- Cymindis ruficornis Bates, 1891
- Cymindis rufipes Gebler, 1825
- Cymindis rufostigma Hunting, 2013
- Cymindis sabulosa (Motschulsky, 1850)
- Cymindis scapularis Schaum, 1857
- Cymindis sciakyi Kabak, 2006
- Cymindis semenowi V.E.Jakovlev, 1890
- Cymindis seriata Hatch, 1953
- Cymindis setifeensis Lucas, 1842
- Cymindis sewertzowi Tschitscherine, 1896
- Cymindis simillima (Wollaston, 1865)
- Cymindis simplex Zoubkoff, 1833
- Cymindis singularis Rosenhauer, 1856
- Cymindis solskyi Tschitscherine, 1896
- Cymindis sulcipennis G.Horn, 1881
- Cymindis suturalis Dejean, 1825
- Cymindis tarbagataica Kabak, 1999
- Cymindis transversa Morvan, 1972
- Cymindis triangularis Reitter, 1897
- Cymindis tschikatunovi Mikhailov, 1977
- Cymindis tshatkalica Kabak, 1999
- Cymindis unicolor Kirby, 1837
- Cymindis uniseriata Bates, 1884
- Cymindis uyguricus B.Gueorguiev, 2000
- Cymindis vagemaculata Breit, 1914
- Cymindis vaporariorum (Linne, 1758)
- Cymindis vartianorum Mandl, 1973
- Cymindis velata (Wollaston, 1865)
- Cymindis violacea Chaudoir, 1873
- Cymindis walteri Reitter, 1889
- Cymindis wrasei Kabak, 2006
- Cymindis zargoides (Wollaston, 1863)